# Trifluorometano
Il trifluorometano o fluoroformio nella letteratura meno recente, è un alometano di formula CHF3, in cui tre atomi di idrogeno del metano sono sostituiti da tre atomi di fluoro. Appartiene anche alla famiglia più ristretta degli idrofluorometani, insieme al fluoruro di metile (CH3F) e al fluoruro di metilene (CH2F2), ma che si differenzia da questi per avere il carbonio nello stato di ossidazione +2.
Il trifluorometano è un composto molto stabile, ΔHƒ° = -697,05 kJ/mol. A temperatura ambiente è un gas (Teb ≈ -82 °C, Tcr ≈ 33 °C) incolore, non tossico e non infiammabile, a notevole differenza del difluorometano e del fluoruro di metile; è pressoché inodore, poco solubile in acqua (~1 g/L a 25 °C), ma molto solubile in alcool e solubile in acetone e benzene, e poco in cloroformio.

## Struttura molecolare e proprietà
La molecola CHF3 è di tipo tetraedrico, ma con simmetria C3v e con l'atomo di carbonio centrale ibridato sp3. Il suo momento dipolare è notevole e risulta pari a 1,645 D, poco meno di quello dell'acqua (1,86 D), ma che è il più basso tra i tre idrofluorometani: 1,98 D per CH2F2,  1,847 D per CH3F; al tempo stesso, come atteso per la maggiore elettronegatività di F rispetto a Cl, è assai maggiore rispetto a quello di CHCl3 (cloroformio) (1,15 D), con il quale è isoelettronico di valenza.
Da indagini spettroscopiche rotazionali (microonde) è stato possibile ricavare le lunghezze di legame e angoli di legame; secondo la determinazione più recente, si hanno i seguenti parametri:
r(C–H) = 109,1 pm; r(C–F) = 132,84 pm; ∠(FCF) = 108,58°; ∠(HCF) = 110,35°.
Il legame C–H è appena più lungo del normale (109 pm), mente quello C–F è lievemente più corto (135 pm).
Le reciproche distanze tra gli atomi di fluoro (F…F) sono di 215,73 pm, mentre la distanza attesa per interazioni di non legame tra due atomi fluoro sarebbe 2 rvdW, cioè l'intervallo 300-320 pm; qualitativamente questo fenomeno si riscontra anche negli altri fluorometani, CH2F2, CH3F, ed anche in CF4. Le distanze H…F sono di 199,07 pm, mentre quella attesa per un'interazione di non legame sarebbe la somma rvdW(H) + rvdW(F), cioè l'intervallo 270-280 pm.
Gli angoli tra i legami carbonio-fluoro (∠FCF) sono un po' minori dell'angolo tetraedrico (109,5°) e quello HCF ne è un po' maggiore. 
Questo comportamento, che è qualitativamente simile a quello che si trova nel difluorometano e nel fluorometano, è un tipico esempio illustrato dalla regola di Bent che prevede in questi casi una diversa ripartizione del carattere s per gli orbitali ibridi in base alle diverse elettronegatività: un minor carattere s in orbitali con cui il carbonio si lega ad atomi più elettronegativi di altri, qui F rispetto ad H, e un maggior carattere s in gli orbitali ibridi con cui il carbonio si lega ad atomi meno elettronegativi di altri, qui H rispetto a F. A minor carattere s corrisponde ovviamente un maggior carattere p, perché l'ibridazione complessiva dell'atomo di carbonio resta sp3. Un aumento del carattere s comporta un'apertura dell'angolo di legame rispetto all'angolo tetraedrico, e viceversa per la sua diminuzione, come qui si osserva dalla struttura molecolare.

### Chimica ionica in fase gassosa
La molecola CHF3 ha un'energia di ionizzazione pari a 13,86 eV, significativamente maggiore di quella di CHCl3 (11,37 eV).
L'affinità protonica del trifluorometano, che è una misura della sua basicità intrinseca, è pari a 619,5 kJ/mol:
HCF3 (g)  +  H+ (g)  →  [HF2C–F-H]+ (g)
Questa è quasi uguale (appena minore) a quella del difluorometano (620,5 kJmol), ma è maggiore di quella del fluorometano (598,9 kJ/mol), il meno basico dei tre idrofluorometani. Da notare poi che queste affinità protoniche sono tutte minori di quella dell'acqua (691 kJ/mol), che è più basica, ma sono maggiori rispetto a quella del metano (543,5 kJ/mol), il meno basico.
Riguardo all'acidità in fase gassosa, il CHF3 (fluoroformio) è meno acido del cloroformio: occorrono 1582±5,9 kJ/mol per staccare da esso un H+ e formare così l'anione CF3−, contro i 1507,6 kJ/mol per avere CCl3− da CHCl3. Per confronto, la forza acida degli alometani nelle soluzioni acquose segue un andamento analogo e i valori dei pKa sono come segue:  28 (CHF3), 15,5 (CHCl3), 13,7 (CHBr3).

### Legami idrogeno
Il fluoroformio, come accade per il cloroformio, in alcuni casi può fungere da donatore di legame idrogeno nonostante l'atomo H presente in esso sia unito al carbonio, invece che ad atomi decisamente più elettronegativi.
Il fluoroformio, ad esempio, può stabilire legame idrogeno già con se stesso, due in questo caso, formando un "dimero" ciclico a sei termini [(CHF3)2]; può farlo con l'atomo di ossigeno dell'acqua, dell'acetone e dell'ossirano (ossido di etilene), con l'atomo di azoto dell'ammoniaca e dell'acido cianidrico, con l'atomo di fluoro dell'acido fluoridrico ed anche con gli orbitali molecolari π (pieni) del benzene (con disposizione del C–H perpendicolare al piano dell'anello).

## Aspetti ambientali
Il fluoroformio è un gas serra con potere clima-alterante equivalente a 14 800 volte quello dell'anidride carbonica.
Nell'agosto del 2011 è stato pubblicato il documento relativo ad uno studio condotto in Svizzera, il quale ha dimostrato che l'Italia emette ogni anno tra le 270 e le 630 000 tonnellate di questo gas in più di quanto dichiarato. Anche Paesi Bassi e Inghilterra sono accusati di questa frode, pur non sforando delle stesse quantità dell'Italia. Più precisi risultano invece Germania e Francia.
L'uso di questo gas è limitato a pochi campi, così come la produzione, che in Italia avviene in un'unica azienda sita in Lombardia.